# 11159 Mizugaki
11159 Mizugaki este un asteroid din centura principală de asteroizi.

## Descriere
11159 Mizugaki este un asteroid din centura principală de asteroizi. A fost descoperit pe 19 ianuarie 1998 la Ōizumi de Takao Kobayashi. El prezintă o orbită caracterizată de o semiaxă mare de 2,33 ua, o excentricitate de 0,23 și o înclinație de 5,5° în raport cu ecliptica.